# Мокио, Жорти
Жо́рти Мо́кио (нидерл. Jorthy Mokio; родился 29 февраля 2008) — бельгийский футболист, защитник клуба «Аякс» и сборной Бельгии.

## Клубная карьера
С 2017 по 2020 год выступал в футбольной академии клуба «Мерелбеке», в 2021 году присоединился к академии «Гента». 4 октября 2023 года дебютировал в Юношеской лиге УЕФА в матче против «Базеля», став самым молодым игроком «Гента», сыгравшим в этом турнире. 29 марта 2024 года дебютировал в основном составе «Гента» в матче бельгийской Про-лиги против «Стандарда».
24 июня 2024 года амстердамский клуб «Аякс» объявил о соглашении по переходу Мокио в качестве свободного агента.

## Карьера в сборной
Выступал за сборные Бельгии до 15, до 16, до 17 лет и до 21 года.